# Ительменская письменность
Ительме́нская пи́сьменность — письменность, используемая для записи ительменского языка.
Письменность для ительменского языка первые была создана в 1932 году на основе латинской графики, в период латинизации языков народов и народностей в Союзе ССР, но профункционировала всего пять лет. В 1980-е годы воссоздана на кириллической графической основе.

## Дописьменный период
Впервые научная фиксация ительменского языкового материала была осуществлена в середине XVIII века С. П. Крашенинниковым и опубликована в его книге «Описание земли Камчатки». В XIX — начале XX веков списки ительменских слов составлялись и другими исследователями — в частности, Б. И. Дыбовским и В. Н. Тюшовым. Связные тексты на ительменском языке (фольклор) впервые были записаны В. И. Иохельсоном в 1910—1911 годах (изданы в современной орфографии в 2014 году).

## Латиница
В конце 1920-х — начале 1930-х годов в СССР шёл процесс создания письменностей для ранее бесписьменных языков. Для языков народов Севера был составлен «единый северный алфавит» на латинской графической основе. По первоначальному плану, ительменский алфавит должен был включать следующие знаки: A a, B ʙ, B̦ ʙ̦, C c, Ç ç, D d, D̦ d̦, E e, Ə ə, F f, G g, Ģ ģ, H h, I i, Ь ь, J j, K k, Ķ ķ, L l, Ļ ļ, Ł ł, M m, M̦ m̦, N n, Ņ ņ, Ŋ ŋ, O o, P p, P̦ p̦, Q q, R r, Ŗ ŗ, S s, Ș ș, T t, Ț ț, U u, V v, V̦ v̦, W w, X x, Z z, Z̦ z̦. В том же году в Дальневосточном техникуме народов Севера этнографом Е. П. Орловой при участии студентов-ительменов был создан первый ительменский букварь — «Ntanselqzaalkicen!» («Будем учиться!»). Алфавит этого издания имел следующий вид:
| A a | B ʙ | C c | D d | E e | F f | G g | H h | I i |     |
| J j | K k | L l | Ł ł | M m | N n | Ŋ ŋ | O o | P p | Q q |
| R r | S s | T t | U u | W w | X x | Z z | ʼ   |     |     |

Апостроф выполнял двоякую функцию: после букв c, k, p, q, t он обозначал абруптивность этих звуков, а в других случаях — гортанную смычку.
Вскоре на этом алфавите был издан ряд других школьных учебников. Однако уже в 1937 году алфавиты народов Севера были переведены на кириллическую графическую основу. При этом в числе утверждённых новых алфавитов ительменский отсутствовал, что сделало язык вновь бесписьменным. Вероятно, такое решение было принято Комитетом нового алфавита из-за ошибочного представления об ительменах как о камчадалах.

## Кириллица
Из-за прекращения функционирования ительменской письменности было прекращено и преподавание на ительменском языке в начальной школе, что вызвало серьёзные трудности у учащихся. В связи с этим Корякский окрисполком решил восстановить использование ительменской письменности с 1941/42 учебного года, но начавшаяся Великая Отечественная война помешала этим планам.
В 1972 году школьная учительница из села Ковран К. Н. Халоймова организовала кружок по изучению ительменского языка, вскоре преобразованный в факультатив. Первоначально при преподавании использовался старый латинизированный алфавит, но в 1984 году Халоймова совместно с лингвистом А. П. Володиным разработали ительменский алфавит на кириллице. В 1985 году этот алфавит был утверждён Ковранским сельским советом и Камчатским облисполкомом, а в 1988 — и Министерством просвещения РСФСР. В том же 1988 году был издан первый ительменский букварь с использованием нового алфавита. За ним последовала и другая литература — как учебная, так и художественная. Также ительменская письменность находит применение в СМИ — в газете «Абориген Камчатки». В основу литературного языка положен южный диалект.
Современный ительменский алфавит выглядит так:
| А а   | Б б | В в   | Г г | Д д   | Е е | Ё ё | Ж ж | З з | И и | Й й | К к   |
| Кʼ кʼ | Ӄ ӄ | Ӄʼ ӄʼ | Л л | Љ љ   | Ԓ ԓ | М м | Н н | Њ њ | Ӈ ӈ | О о | П п   |
| Пʼ пʼ | Р р | С с   | Т т | Тʼ тʼ | У у | Ф ф | Х х | Ӽ ӽ | Ц ц | Ч ч | Чʼ чʼ |
| Ш ш   | Щ щ | Ъ ъ   | Ы ы | Ь ь   | Ә ә | Э э | Ю ю | Я я | ʼ   |     |       |

Буквы Љ љ и Њ њ обозначают палатализованные звуки [л] и [н]. Буква Ӄ ӄ обозначает глухой увулярный смычный звук, буква Ӽ ӽ — глухой увулярный щелевой, буква Ӈ ӈ — велярный носовой сонант, буква Ԓ ԓ — всегда мягкий глухой переднеязычный носовой сонант, буква Ә ә — краткий неопределённый гласный. Апостроф в составе букв Кʼ кʼ, Ӄʼ ӄʼ, Пʼ пʼ, Тʼ тʼ, Чʼ чʼ обозначает абруптивность, а в других случаях — гортанную смычку. Буква Ы ы обозначает тот же звук, что и буква И и, и используется после твёрдых согласных. Редуцированные гласные обозначаются на письме диакритическим знаком краткой — Ӑ ӑ, О̆ о̆, Ў ў (эти буквы не считаются отдельными знаками и не входят в состав алфавита). Лабиализованные слова обозначаются знаком ˚ перед словом, который не учитывается при алфавитном расположении слов.

## Таблица соответствия алфавитов
| Лат.  | Кир.     |       | Лат.  | Кир. |     | Лат.  | Кир.  |     | Лат.  | Кир.  |  | Лат. | Кир. |
| ----- | -------- | ----- | ----- | ---- | --- | ----- | ----- | --- | ----- | ----- |  | ---- | ---- |
| A a   | А а      |       | G g   | Г г  |     | L l   | Л л   |     | Pʼ pʼ | Пʼ пʼ |  | U u  | У у  |
| B ʙ   | Б б      | H h   | Х х   | Ł ł  | Ԓ ԓ | Q q   | Ӄ ӄ   | W w | В в   |       |  |      |      |
| C c   | Ч ч      | I i   | И и   | M m  | М м | Qʼ qʼ | Ӄʼ ӄʼ | X x | Ӽ ӽ   |       |  |      |      |
| Cʼ cʼ | Чʼ чʼ    | Ь ь   | Ә ә   | N n  | Н н | R r   | Р р   | Z z | З з   |       |  |      |      |
| D d   | Д д      | J j   | Й й   | Ŋ ŋ  | Ӈ ӈ | S s   | С с   | ʼ   | ʼ     |       |  |      |      |
| E e   | Е е, Э э | K k   | К к   | O o  | О о | T t   | Т т   |     |       |       |  |      |      |
| F f   | Ф ф      | Kʼ kʼ | Кʼ кʼ | P p  | П п | Tʼ tʼ | Тʼ тʼ |     |       |       |  |      |      |